# Detective Conan: The Crimson Love Letter
Detective Conan: The Crimson Love Letter (яп. 名探偵コナン から紅の恋歌 Meitantei Konan: Kara Kurenai no Rabu Rettā) — анимационный полнометражный японский фильм 2017 года режиссёра Кобун Сидзуно по сценарию Такахиро Окуры, основанный на манге Госё Аоямы Detective Conan. Это двадцать первый полнометражный фильм франшизы, предыдущий фильм — Detective Conan: The Darkest Nightmare (2016), следующий — Detective Conan: Zero The Enforcer (2018). Премьера фильма прошла в Японии 15 апреля 2017 года.

## Сюжет
Осенью на телестанции Nichiuri TV взрывается бомба. В это время как раз проходили съёмки «Кубка Сацуки», соревнования за чемпионство в соревновательной каруте на основе Хякунин иссю. В здании воцаряется паника, и в итоге Хэйдзи и Кадзуха оказывают заблокированы внутри. Конан успевает в последний момент спасти их.
В то же время в японском доме в Арасияме в пригороде Киото убивают действующего чемпиона кубка. Вокруг жертвы разбросаны карты каруты, а улики указывают, что на месте преступления была Момидзи, называющая себя «невестой Хэйдзи».

## Роли озвучивали
| Персонаж         | Сэйю             |
| ---------------- | ---------------- |
| Синъити Кудо     | Каппэй Ямагути   |
| Конан Эдогава    | Минами Такаяма   |
| Ран Мори         | Вакана Ямадзаки  |
| Когоро Мори      | Рикия Кояма      |
| Хэйдзи Хаттори   | Рё Хорикава      |
| Кадзуха Тояма    | Юко Миямура      |
| Ай Хайбара       | Мэгуми Хаясибара |
| Аюми Ёсида       | Юкико Ивай       |
| Мицухико Цубурая | Икуэ Отани       |
| Гэнта Кодзима    | Ватару Такаги    |
| Хэйдзо Хаттори   | Кадзухиро Ямадзи |
| Сидзука Хаттори  | Масако Кацуки    |
| Соноко Судзуки   | Наоко Мацуи      |
| Гинсиро Тояма    | Масаки Тэрасома  |
| Момидзи Ока      | Сацуки Юкино     |
| Муга Иори        | Дайсукэ Оно      |
| Хироси Агаса     | Кэнъити Огата    |
| Кози Сэкинэ      | Дайсукэ Миягава  |
| Микико Хирамото  | Рихо Ёсиока      |

## Создание и выпуск
Госё Аояма в качестве вдохновения для выбора темы фильма указывал экранизации манги Chihayafuru Юки Суэцугу. Он также отметил, что образ чемпионки в каруте из Киото из этой манги лёг в основу образов персонажей фильма.
Кассовые сборы фильма в Японии составили 6,89 млрд иен, что сделало его заработавшим больше всех фильмов в стране 2017 года. На момент выхода фильм собрал больше всех в франшизе за первый уикенд. Это рекорд был побит в следующем году следующим фильмом серии Detective Conan: Zero the Enforcer.
В ходе трансляции фильма на телевидении 20 апреля 2018 года его рейтинг составил 10,8 %.
Фильм был издан на Blu-ray в Северной Америке издательством Discotek Media 29 декабря 2020 года, для которого был сделан новый английский дубляж.

## Музыка
Основной музыкальной темой фильма стала песня Togetsukyō ~Kimi Omō~ (яп. 渡月橋 〜君 想ふ〜) в исполнении Май Кураки. Она заняла пятое место в чарте синглов Oricon. Сингл был распродан тиражом 326 305 копий в Японии, включая 76 305 физических версий.

## Манга
На основе фильма Ютака Абэ и Дзиро Марудэн начали выпуск манги. Её главы публиковались в журнале Shōnen Sunday S издательства Shogakukan с 25 января по 25 августа 2018 года.

## Критика
Команда фильма получила общую награду на 39-м награждении Fujimoto Awards.